# リヒテンタール (ウィーン)

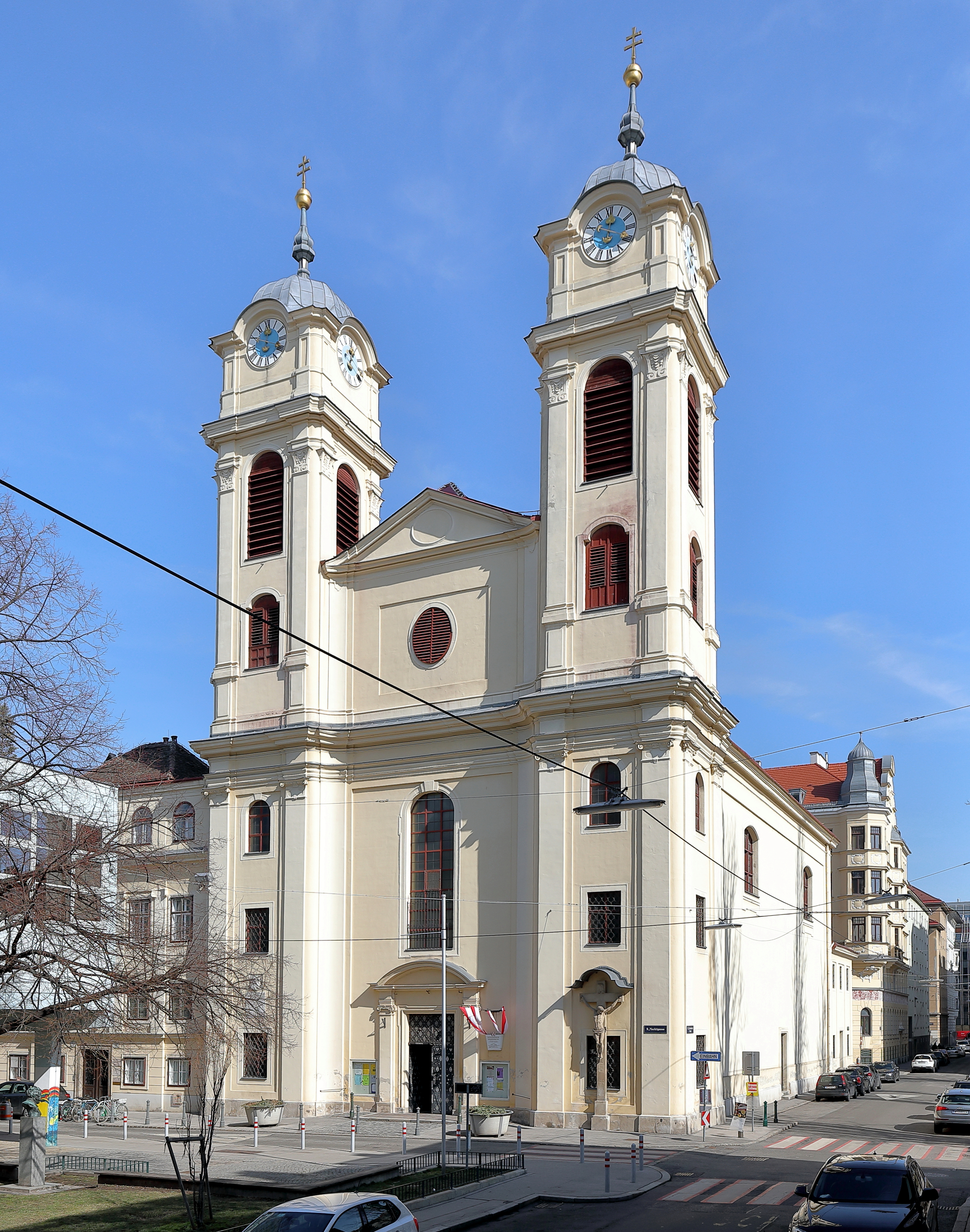
救難聖人のリヒテンタール教区教会

リヒテンタール（ドイツ語: Lichtental）は、ウィーンのアルザーグルント地区9区の一部。1850年までは独立した自治体であった。

## 地理
アルザーグルントの北部に位置し、アルザーグルントの一部に完全に囲まれている。東はアルタングルント、北と南はトゥリグルント、西はヒンメルプフォルトグルンドグルントに接する。

## 歴史
リヒテンタールが歴史上最初に言及されたのは1280年の文書であり、「リヒテンヴェルト」と記されている。
リヒテンタールは元々ロッサウに属していた。1687年、リヒテンシュタイン侯ヨハン・アダム1世は、アウエルスペルクの庭園と共にロッサウの牧草地を買収した。1694年、ヨハン・アダム1世はリヒテンシュタイン通りとアルタン通りの間の取得した敷地にブルワリーを建造した。 

## 著名な出身者
- フランツ・シューベルト
- カテリーナ・カヴァリエリ（英語版）
- テレーズ・グロブ（英語版）
- アントン・フォン・シュマーリング（英語版）

リヒテンシュタイン侯ヨハン・アダム1世やヨハネス・ブラームスが居住したことがある。
| サブスタブ | この項目は、まだ閲覧者の調べものの参照としては役立たない、書きかけの項目です。この項目を加筆・訂正などしてくださる協力者を求めています。このテンプレートは分野別のサブスタブテンプレートやスタブテンプレート（Wikipedia:分野別のスタブテンプレート参照）に変更することが望まれています。 |

座標: 北緯48度13分41秒 東経16度21分28秒 / 北緯48.2281度 東経16.3578度